# إدوارد وارد (لاعب كريكت)
إدوارد وارد (16 يوليو 1847 - 25 مارس 1940) (بالإنجليزية: Edward Ward)‏ هو لاعب كريكت بريطاني.

## وصلات خارجية
- إدوارد وارد على موقع إي آس بي آن كريك إنفو (الإنجليزية)